# كفر نواي
كفر نواي إحدى قرى مركز زفتى التابع لمحافظة الغربية بجمهورية مصر العربية.

## التاريخ
أصل الكفر من توابع قرى نواى البغال (الرجبية بمركز السنطة) ثم فصل عنها بعد الروك الناصري، كما ورد اسمه في وقت الملك الأشرف برسباي المحرر في سنة 841 هـ باسم كفر نواى البغال وفي تربيع سنة 933 هـ  باسم كفر نويه ثم ورد باسمه الحالي في تاريخ 1228هـ/1813م الذي عدّ قرى مصر بعد المسح الذي قام به محمد علي باشا.

## السكان
بلغ عدد سكان كفر نواي 8767 نسمة حسب تقدير عام 2018.
| السنة  | 1882 | 1897 | 1907 | 1927 | 1947 | 1960 | 1976 | 1986 | 1996 | 2006  | 2018 |
| ------ | ---- | ---- | ---- | ---- | ---- | ---- | ---- | ---- | ---- | ----- | ---- |
| القرية | 2349 | 3340 | 3687 | 3324 | 2774 | 3090 | 4648 | 4713 | 5144 | 6,013 | 8767 |